# Silviomyza picea
Silviomyza picea är en tvåvingeart som först beskrevs av Szilady 1926.  Silviomyza picea ingår i släktet Silviomyza och familjen bromsar.
Artens utbredningsområde är Sri Lanka. Inga underarter finns listade i Catalogue of Life.